# James Cumming (Politiker)

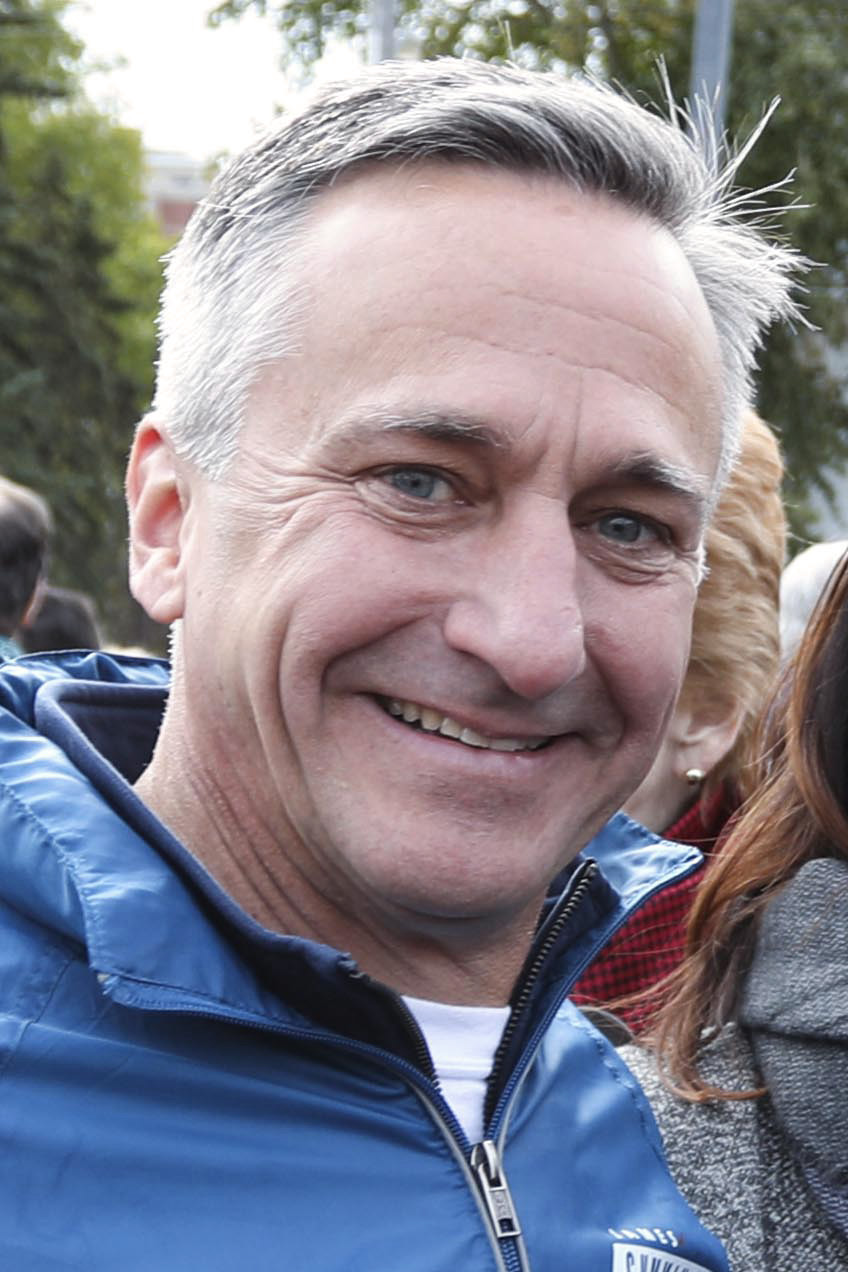
James Cumming (2019)

James Cumming (* 7. März 1961 in Kanada) ist ein kanadischer Politiker (Konservative Partei Kanadas). Seit der Kanadischen Unterhauswahl 2019 ist er Abgeordneter im kanadischen House of Commons.

## Leben
James Cumming studierte Bauingenieurwesen am Northern Alberta Institute of Technology in Edmonton. Er ist als Bauunternehmer tätig und war Vorsitzender der Handelskammer von Edmonton.
Bei der Kanadischen Unterhauswahl 2015 hatte er ebenfalls kandidiert, unterlag aber Randy Boissonnault (Liberale Partei Kanadas).